# Monika Tomaszewska
Monika Iwona Tomaszewska (ur. 17 czerwca 1967 w Gdyni) – polska prawnik, profesor nauk społecznych w dyscyplinie nauk prawnych, profesor w Uniwersytecie Gdańskim, specjalności naukowe: europejskie prawo pracy, prawo pracy.

## Życiorys
W 2002 na podstawie napisanej pod kierunkiem Zdzisława Brodeckiego rozprawy pt. Zasada wolności pracy jako podstawowe prawo człowieka w europejskim prawie wspólnotowym otrzymała na Wydziale Prawa i Administracji Uniwersytetu Gdańskiego stopień naukowy doktora nauk prawnych (dyscyplina: prawo, specjalności: prawo europejskie, prawo pracy). Tam też na podstawie dorobku naukowego oraz rozprawy pt. Prawo integracji stosunku pracy. Między jednością a różnorodnością uzyskała w 2012 stopień doktora habilitowanego nauk prawnych w zakresie prawa, specjalność: prawo pracy.
Została profesorem uczelni w Uniwersytecie Gdańskim na Wydziale Prawa i Administracji w Katedrze Prawa Pracy.
Była członkiem Komisji Dyscyplinarnej do spraw nauczycieli akademickich przy Radzie Głównej Nauki i Szkolnictwa Wyższego.